# 40 ans d'égarements économiques
 (septembre 2022).
40 ans d'égarements économiques (sous-titré : Quelques idées pour en sortir) est un essai d'économie écrit par Jacques de Larosière en 2021 aux éditions Odile Jacob.

## Présentation générale
40 ans d'égarements économiques est un essai de macroéconomie dans lequel l'auteur propose un diagnostic de la situation économique française depuis les années 1970. 
L'essai est présidé par une problématique énoncée dans l'avant-propos : « Comment se fait-il que la France, pays doté d'immenses atouts, nation de haute culture, patrie de grands génies scientifiques, un des phares de la pensée universelle, soit, en général, si mal placée aujourd'hui dans les classements internationaux concernant la performance économique et l'éducation ? ».

## Résumé

### Déficit de croissance
Jacques de Larosière pointe du doigt un décrochage singulièrement français par rapport aux autres pays de l'OCDE. Il remarque une chute tendancielle du taux de croissance, ainsi que la lenteur de l'augmentation des revenus par tête. Ainsi, entre 1998 et 2008, le PIB par tête a cru de 1 % en France, contre 1,4 % pour la moyenne de l'OCDE. La composition de la croissance freine la croissance potentielle, avec une chute de la part de l'investissement. Si entre 1990 et 2005, les exportations ont gonflé l'excédent commercial et ont ainsi soutenu la croissance dans le contexte d'une désinflation compétitive, la croissance française est depuis 2005 tirée par la consommation intérieure et la dépense publique.

### Déficit d'emploi et d'activité
La France souffre toutefois de son taux d'activité faible. Le taux de productivité horaire est élevé, mais il ne parvient plus à compenser la diminution des heures travaillées. Le taux d'emploi est de 76,7% en Allemagne en 2018, contre 65,5% en France. 

### Déficit commercial
La France connaît parallèlement des déficits commerciaux persistants, signe d'une compétitivité faible par rapport aux grands concurrents développés. Par ailleurs, le taux de marge des sociétés non-financières est plus faible en France que dans la zone euro et qu'en Allemagne. Ainsi, les entreprises allemandes investissent plus que les entreprises françaises. 

## Accueil
Le livre est bien reçu par la critique. Le Figaro publie un entretien avec l'auteur à la sortie du livre, et L'Obs lui offre une tribune. Il est mentionné par les Échos dans un article ultérieur. Contrepoints en donne une critique très positive.
Pierre Delvolvé le cite dans son livre Le Pouvoir en 2022, ainsi que Franz-Olivier Giesbert dans En attendant de Gaulle la même année et dans son Histoire intime de la Ve République l'année précédente. Dans Notre vieux royaume, Jean-Pierre Jouyet s'appuie sur les conclusions du livre. Dans La France, une puissance contrariée, dirigé par Bertrand Badie, le livre est conseillé comme une lecture majeure.